# Hispèl·lum
Hispèl·lum (en llatí Hispellum, en grec antic Εἰσπέλλον o Ἴσπελλον va ser una ciutat de l'Úmbria al peu dels Apenins, a la banda esquerra de la via Flamínia i a uns 6 km de Foligno (Fulginium).
Diversos autors diuen que era una de les ciutats més importants d'aquesta part d'Úmbria. Plini el Vell diu que era una colònia romana i apareix a diverses inscripcions amb el títol de Colonia Julia Hispelli i de Colonia Urbana Flavia, i es creu que va rebre dues colònies, una sota August i una altra sota Vespasià. August la va afavorir i li va concedir la cova i temple de Clitumnus, que era a quasi 20 km de distància i estava separada de la ciutat pels territoris de les ciutats de Mevania (Bevagna) i Fulginium (Foligno). El Liber Coloniarum diu que amb Hadrià hi va establir una nova remesa de colons.
Queden importants restes romanes, entre elles l'amfiteatre, la porta Veneris, un arc triomfal (al carrer anomenat via dell'Arco) i les muralles. La casa i la tomba del poeta Sext Aureli Properci, que s'ensenya als visitants, és dubtós que li corresponguin, encara que diversos autors diuen que va ser la seva ciutat de naixement.
Va ser la seu d'un bisbe fins al segle vi quan els llombards van destruir la ciutat, i la seu traslladada a Foligno. Correspon a la moderna Spello.